# Begoña Sánchez
Begoña Sánchez Santos (Madrid, 26 de junio de 1969) es una exjugadora de balonmano española. Jugó en el Amadeo Tortajada toda su carrera y en la Selección Española de balonmano con la que compitió en los Juegos Olímpicos de Barcelona'92.

## Carrera
Jugando siempre con el Amadeo Tortajada (en sus múltiples denominaciones) fue miembro de la época dorada del equipo valenciano campeón de Liga, Copa de SM La Reina y Supercopa de España.
Se proclamó campeona en la temporada 1999–00 de la EHF Cup. Participó tres temporadas en la Copa de Europa (del 2000 al 2003), además de tres veces en la Recopa de Europa, con el que consiguió un subcampeonato en la temporada 1998–99 ante el Baekkelagests Oslo.
Jugadora de un solo club, fueron 17 años en la élite del balonmano español (de 1990 al 2007) en la Asociación Deportiva Amadeo Tortajada. En la temporada 2004 sufrió una lesión que le hizo pasar por quirófano para someterse a una artroscopia en su rodilla.

### Palmarés
- 2 x Liga Costa Blanca ABF (2005–06, 2006–07)[5]
- 2 x Supercopa de España (2003–04, 2006–07)[6]
- 4 x Copa de la Reina (2000–01, 2002–03,[7] 2003–04,[8] 2005–06[3])
- 1 x Campeona de la EHF Cup (1999–00)
- 2 x Medalla de bronce en los Juegos del Mediterráneo (1991, 1993)[9]

## Selección Española
Con 138 internacionalidades y un total de 191 tantos participó en los Juegos Olímpicos de Barcelona 92, donde consiguió la séptima posición. Además participó en dos Juegos del Mediterráneo (Atenas 1991 y Languedoc-Rousillon en 1993) y consiguió con la camiseta española por primera vez en la historia la clasificación para un Mundial.
Su primer partido fue en el año 1989, tras saltar de la selección júnior a la absoluta en el mismo año, en un amistoso ante la selección portuguesa. Su último partido con la camiseta española fue el 16 de abril de 2000, en un partido en Toliatti (Rusia).